# Friedrich Wyneken (Missionar)
Friedrich Conrad Dietrich Wyneken (* 13. Mai 1810 in Verden an der Aller, Königreich Westphalen; † 4. Mai 1876 in San Francisco) war Missionar und Pastor in den Vereinigten Staaten von Amerika. Er diente außerdem 14 Jahre als zweiter Präsident der Lutherischen Kirche – Missouri-Synode. Ferner war er der erste Präsident des Concordia Theological Seminary, das er mitbegründet hatte.

## Leben

### Frühe Jahre und Ausbildung
Friedrich Conrad Dietrich Wyneken wurde am 13. Mai 1810 als Sohn des Pastors Heinrich Christoph Wyneken (1766–1815) und der Anne Catherine Louise Wyneken, geborene Meyer, in Verden an der Aller im damaligen Königreich Westphalen (später Königreich Hannover) geboren.

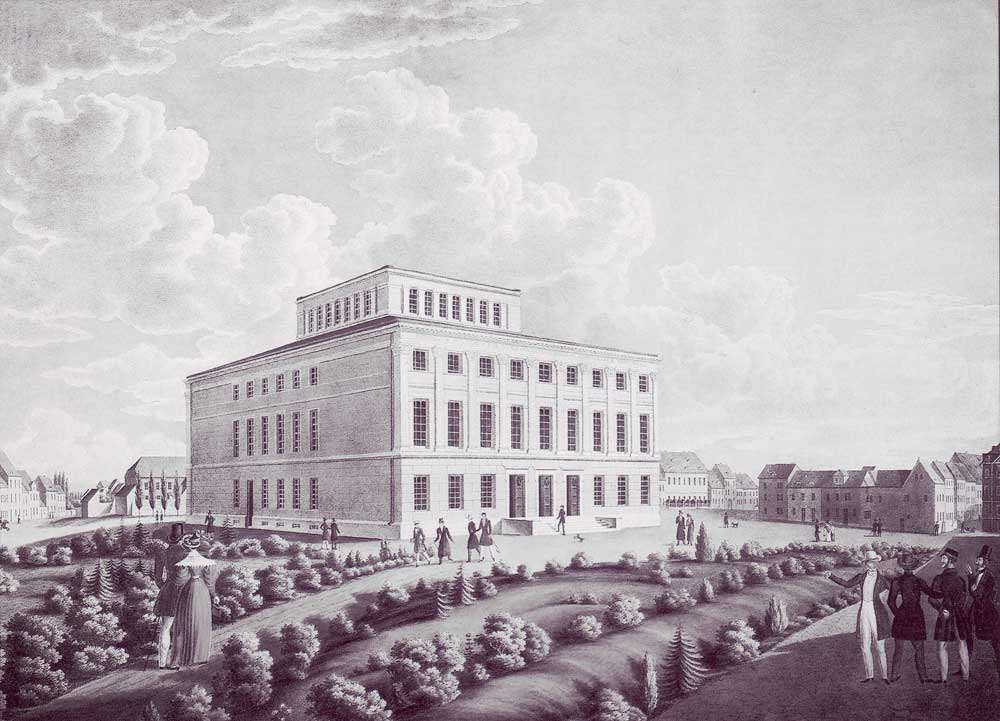
Die Universität Halle im Jahre 1836

Friedrich Wyneken wurde am 22. Mai 1810 von seinem Vater in der Andreaskirche zu Verden getauft. Heinrich Wyneken starb fünf Jahre später und hinterließ elf Kinder und seine Witwe. Friedrich besuchte das Gymnasium in Verden. Im Alter von 17 Jahren immatrikulierte er sich an der Universität Göttingen, wechselte aber bald zur Universität Halle. Keine dieser Institutionen war für die dogmatische Lutherische Orthodoxie bekannt, die Wyneken später vertrat, vielmehr vertraten sie stark rationalistische Standpunkte. In Halle wurde Wyneken ein Student August Tholucks, eines begabten Linguisten und Erweckungstheologen.
Nach seinem Studienabschluss arbeitete Wyneken als Privatlehrer in Lesum (heute ein Stadtteil Bremens) im Hause des Konsistorialrats Georg von Hanffstengel, selbst ein „erweckter“ Pastor. In dieser Zeit wurde Wyneken mehr von der Erweckungsbewegung beeinflusst, die von Tholuck geführt wurde. Er wurde am 8. Mai 1837 in Stade gemeinsam mit seinem Kommilitonen E. W. Wolff ordiniert. Alsbald sicherten sich die beiden eine freie Überfahrt nach Amerika bei einem „erweckten“ Kapitän, Tönjes Stürje, und den Segen der Stader Bibel- und Missionsgesellschaft.

### Auswanderung nach Amerika
Früh im Jahre 1838 segelte Wyneken über den Atlantik und erreichte Baltimore. Er bemerkte, dass im Folgejahr wöchentlich 5000 Deutsche allein den vergleichsweise nahen Hafen von Philadelphia erreichten, wobei die meisten vor wirtschaftlichen Schwierigkeiten, Krieg und politischer Unterdrückung in den verschiedenen deutschen Staaten flohen. Diese Einwanderung sollte sich bis zum Amerikanischen Bürgerkrieg fortsetzen. Wyneken arbeitete in Baltimore, wobei er für etwa ein Jahr dem kranken Pastor Johann Heaesbaert und einer gemischten Gemeinde aus Lutheranern und reformierten Mährern half.
Dann, als sich sein Mentor erholte, entsandte das lutherische Ministerium von Pennsylvanien Wyneken nach Westen, um den vielen evangelischen deutschen Landwirten zu dienen, die nach Ohio, Indiana und Michigan gezogen waren. In Pittsburgh traf er C. F. Schmidt, den Herausgeber der Lutherischen Kirchenzeitung, der sein Freund und Unterstützer werden sollte, setzte aber seine Evangelisierung westwärts fort. In den Counties Putnam und Allen in Ohio fand Wyneken Lutheraner, die seit Jahren keine Predigt mehr gehört hatten. So taufte er viele Kinder und entschied sich, seinen Amtsbrüdern in Deutschland von dem dringenden Bedürfnis nach ihrem Dienst in der Neuen Welt zu berichten. Er diente jedenfalls zuerst den Deutschen in Fort Wayne und der nahegelegenen Siedlung Friedheim, Preble Township (Indiana), im nordwestlichen Adams County, deren Pastor, Jesse Hoover, im Mai 1838 verstorben war. Dann machte er Fort Wayne, eine Transport- und Kanalstadt, zu seinem Stützpunkt, und reiste zwischen den verstreuten Siedlungen an der Michigan Road sowohl nach Norden als auch ins zentrale Indiana und das westliche Ohio.
Er schloss sich (trotz Zweifeln an deren wirtschaftlicher Lage) der Synode des Westens an und bat die Evangelisch-Lutherische Generalsynode der Vereinigten Staaten von Nordamerika um mehr Kirchenpersonal, insbesondere für die frustrierende missionarische Erkundungsarbeit, als die verstreuten deutschen Protestanten ihre eigenen Kirchengemeinden gründen wollten. Während die Generalsynode über keinerlei Ressourcen verfügte, galt dies nicht für die vielen Missionsgesellschaften in Deutschland. Schon im Jahre 1840 hatte die Bremer (Missions-)Gesellschaft für evangelische Deutsche zwei Missionspastoren nach Amerika entsandt; sie sandte fünf weitere im Jahre 1842.
Am 31. August 1841 heiratete Wyneken Sophia Marie Wilhelmine Buuch (1824–1891), die Tochter des ersten Siedlers in Friedheim. Im selben Jahr sandte die Stader Missionsgesellschaft G. Jensen, um Wynekens pastorale Verpflichtungen an der Evangelisch-Lutherischen St. Pauls-Kirche in Fort Wayne zu übernehmen, während dieser mit seiner Frau zur medizinischen Behandlung einer Halskrankheit nach Deutschland zurückkehrte.

### „Notruf“
Im Februar 1843 veröffentlichte Wyneken während dieses Deutschlandaufenthalts einen „Notruf“ auf den starken Pfarrermangel der deutschen Lutheraner im Mittleren Westen der USA, der von Wilhelm Löhe in Deutschland verbreitet wurde. Durch diesen Text mit dem Titel „Die Noth der deutschen Lutheraner in Nordamerika“ aufmerksam geworden, ließ sich Wilhelm Sihler mit zehn weiteren jungen Theologen dorthin senden. Wynekens Aufruf, gemeinsam mit seinen persönlichen Kontakten und Briefwechseln mit Wilhelm Löhe und Missionsgesellschaften in Hannover, Bremen, Erlangen, Breslau, Leipzig und Berlin innerhalb des folgenden Jahres, in dem er medizinisch behandelt wurde und sein erstes Kind großzog, brachte viele deutsche Geistliche und Theologiestudenten (22 davon durch Löhe selbst ausgebildet) dazu, nach Amerika auszuwandern. Der Aufruf wurde an vielen Orten befolgt und im Nachhinein als Meilenstein der Kirchengeschichte betrachtet.
Seine Beschreibung der unhaltbaren geistlichen Verhältnisse für lutherische Auswanderer in den USA war sehr plastisch. Gleichzeitig machte er nachdrücklich auf die Verantwortung der deutschen Lutheraner für ihre amerikanischen Glaubensgeschwister aufmerksam. Er wies auch auf den globalen Zusammenhang hin, nämlich dass in einem Zeitalter weltweiter Wanderungsbewegungen Entwicklungen innerhalb des amerikanischen Luthertums letzten Endes auch Einfluss auf das deutsche haben würden. Diese internationale Sichtweise Wynekens, die zuvor noch selten war, fand viele Anhänger und kann als Anfangspunkt einer Entwicklung angesehen werden, die letztlich zur Gründung von Organisationen wie dem Internationalen Lutherischen Rat oder dem Lutherischen Weltbund führte. Während heute eine gegenseitige internationale Unterstützung lutherischer Kirchen auf finanziellem oder personellem Wege üblich, oder zumindest ein Interesse an dem Ergehen von Lutheranern in anderen Ländern verbreitet ist, endete vor Wynekens Aufruf die Anteilnahme am Ergehen anderer Gemeinden insbesondere im vor der Reichsgründung zersplitterten Deutschland an der jeweiligen Landesgrenze, sofern sie überhaupt vorhanden war.
Als Wyneken im Mai 1843 mit Adolf Biewend, der bald einen Ruf einer Gemeinde nahe Washington, D.C. annahm, nach Amerika zurückkehrte, arbeiteten Löhe und Johann Friedrich Wucherer in Deutschland daran, Missionare nach Nordamerika zu entsenden, indem sie die „Kirchlichen Mitteilungen aus und über Nord-Amerika“ veröffentlichten. 1845 wurde Wyneken Delegierter der Synode des Westens bei der Generalsynode.
Im September 1845 nahmen Wyneken, zwei seiner früheren Schüler, Sihler und die meisten der elf von Löhe nach Amerika entsandten Personen an einem Treffen in Cleveland teil. Dort beschlossen sie, sich wegen Lehrstreitigkeiten von der Ohio-Synode zu trennen, und die Gründung einer neuen lutherischen Synode anzustreben. Wyneken predigte bei dem Treffen und gab denen gute Ratschläge, die seinem Aufruf gefolgt waren. Er folgte dem Ruf einer Gemeinde in Baltimore, der er für fünf Jahre diente.

### Präses der Missouri-Synode
Es folgten weitere Treffen; schließlich gründeten die jungen Menschen, die auf den „Notruf“ Wynekens hin von Löhe ausgebildet und zur Betreuung lutherischer Auswanderer nach Amerika entsandt wurden, 1847 gemeinsam mit sächsischen Auswanderern um Carl Ferdinand Wilhelm Walther die Deutsche Evangelisch-Lutherische Synode von Missouri, Ohio und anderen Staaten, aus der die Lutherische Kirche – Missouri-Synode entstand, deren Präses Walther und direkt danach, im Jahre 1850, Wyneken selbst wurde, der mit ihm zusammengearbeitet hatte. Walther hatte auch das Concordia-Seminar in St. Louis gegründet. Wyneken lebte vier Jahre in dieser Stadt.
Einhundert Jahre nachdem der ebenfalls aus dem Kurfürstentum Braunschweig-Lüneburg stammende Henry Melchior Mühlenberg die Pastoren und Gemeinden des kolonialen Amerika zusammengebracht hatte, sammelte Wyneken gemeinsam mit Carl Ferdinand Wilhelm Walther die verstreuten deutschen Protestanten in konfessionell lutherischen Gemeinden und schmiedete sie in einer eng verbundenen Kirchenfamilie zusammen.
Unter Wynekens Führung lag das Hauptaugenmerk der Arbeit auf der Integration deutscher Einwanderer, beispielsweise indem ihnen Ansiedlungsmöglichkeiten in der Nähe anderer Deutscher verschafft wurden, durch Bau von Kirchen und kirchlichen Schulen, sowie die Ausbildung von Pfarrern und Lehrern. Durch persönliche Besuche bei jeder Gemeinde, Teilnahme an den meisten Synoden- und Distriktversammlungen, Ratschläge an Pfarrer und Gemeinden und die Schlichtung von Streitigkeiten gelang es ihm, eine vielgestaltige Synode aus selbstbewussten Gemeinden, Pastoren und Lehrern zu einer starken, konfessionellen Kirche zusammenzuführen. Es wurde versucht, den Bedürfnissen deutscher Einwanderer gerecht zu werden, indem Pfarrkandidaten zu ihnen als Besucher entsandt wurden. Später wurde versucht, Laien als Verbreiter und Händler religiöser Bücher einzusetzen, Gemeindepfarrer wurden angehalten, neue Gebiete zu erkunden. Sie sollten auch Siedlungen betreuen, in denen deutsche Lutheraner zuvor ohne eigenen Pfarrer auskommen mussten. Für besondere Aufgaben wurden Geistliche von Walther und Wyneken handverlesen. So wurden reitende Pastoren ausgebildet, die in bestimmten Gebieten Siedlungen reihum betreuen sollten. Wyneken hatte sein Amt für 14 Jahre inne, bis er 1864 aus Gesundheitsgründen zurücktreten musste; eine lange Zeit, an der die hohe Wertschätzung für seine Arbeit abzulesen ist. 1897 hatten die Gemeinden der Synode bereits 685.000 Mitglieder.

### Lebensabend und Tod
Als sich Wynekens Gesundheit verschlechterte, zog er nach Cleveland und half ein Jahrzehnt lang seinem Sohn, der ebenfalls Pastor war. Dann reiste er nach Kalifornien, wo seine Tochter lebte, und er hoffte, dass das Klima seine Gesundheit fördere. Friedrich Conrad Dietrich Wyneken starb in San Francisco am 4. Mai 1876. Sein Schwiegersohn, Pastor Bühler, predigte bei der emotionsgeladenen Trauerfeier. Wynekens Körper wurde nach Osten gebracht und mehrere Trauerfeiern wurden in St. Louis und Fort Wayne abgehalten, bevor er schließlich in Cleveland beigesetzt wurde.
Wynekens missionarische Erfahrung und Methode sowie sein Missionsplan beeinflussten die amerikanische lutherische Mission für viele Jahre. Er wurde der „Donner nach dem Blitz“ genannt. Sein Gedenktag im Kalender der Missouri-Synode ist der 4. Mai.
Während er als „unermüdlicher“ Kirchenarbeiter betrachtet wurde, gestand er selbst, dass er „furchtbar unter Melancholie“ leide.

## Familie
Einige der älteren Mitglieder der Familie Wyneken und Verwandte waren kleinere Regierungsvertreter im Herzogtum Bremen-Verden, als dieses unter schwedischer Kontrolle stand. Die Familie Wyneken hatte eine lange lutherische Tradition, bevor Friedrich nach Amerika ging. Heinrich Wynekens Vater, sein Großvater und ein Bruder waren Pastoren in Hannover. Zwei ältere Brüder Friedrich Wynekens wurden ebenfalls Pastoren. Eine nennenswerte Anzahl entfernterer Verwandter und verschwägerter Personen waren ebenfalls lutherische Geistliche, beispielsweise Superintendent Justus Ruperti (1833–1899), Friedrichs Neffe.
Andere Verwandte Wynekens durchliefen militärische Karrieren im Kurfürstentum Hannover beziehungsweise dem Königreich Hannover. Friedrich Wynekens Großvater mütterlicherseits war als Rittmeister in Verden stationiert. Wynekens Cousin zweiten Grades Christian Wynecken (1783–1853) und dessen Bruder Friedrich (1782–1871) kämpften in der Königlich Deutschen Legion in Spanien und in der Schlacht von Waterloo; später wurde sie Generalleutnante in der Hannoverschen Armee. Viel später sollte ein Cousin dritten Grades, Hans Kannengiesser (1880–1970), in der Schlacht von Gallipoli kämpfen und später Generalleutnant werden.